# Darevskia unisexualis
Darevskia unisexualis — представник рода скельних ящірок родини Справжні ящірки. Інша назва «білочерева ящірка».

## Опис
Довжина тулуба цієї ящірки сягає 7 см з хвостом у 2 рази довше. Голова помітно стиснута. Міжщелепний щиток більш-менш широким швом примикає до лобоносового, завдяки чому міжносові щитки завжди відокремлені один від одного. Між верхньовійними і надочноямковим щитками розташовано суцільний рядок з 7—13 зерняток. Перший верхньоскронний щиток помірно довгий, тупо обрізаний ззаду. Зазвичай невеликий центральноскронний відділений від верхньоскронного щитка 1—3 рядками дрібних щитків. Між великим барабанним і центральноскронним щитком в найбільш вузькому місці знаходяться 2—4 дещо збільшених щитка. Комір дуже слабко зазубрений. По середній лінії горла 24—31 лусочка. Луска тулуба гладенька, опукла. Навколо середини тулуба 49—55 лусочок. Попереду великого анального щитка симетрично розташовані 1—2 великий преанальний. Луска верхньої сторони гомілки дрібна, зі слабко вираженими реберцями. Стегнових пір 16—21, ряди їх досягають колінного згину.
Колір шкіри спини має світло-коричневий, оливково-сірий, коричневато-бежевий або піщаний колір. Усю ширину спини займає сітчастий візерунок з невеликих, неправильної форми плям. Бічні смуги утворені паралельними рядками злитих один з одним виразних чорних кіл з білуватими центрами, одне з «вічок», що лежить на рівні передніх лап, — блакитне. Черево матово-біле. На крайніх черевних щитках, через один, розташовуються яскраві блакитні плями.

## Спосіб життя
Зустрічається серед скель, нагромадження каменів, на кам'янистих схилах у гірсько-степовій зоні на висотах від 1700 до 2000 м над рівнем моря. Після зимівлі з'являється у середині квітня — напочатку травня. Харчується жуками, двокрилими, прямокрилими, метеликами, павуками, мокрицями, багатоніжками і земляними хробаками (Lumbricina).
Це яйцекладна ящірка. Розмножується партеногенетично, без участі самців. Відкладання 2—7, частіше 5, яєць розміром 12,5×8 мм відбувається наприкінці червня — напочатку липня. У великих самок спостерігаються повторні кладки. Молоді ящірки довжиною 25—27 мм з'являються наприкінці серпня — напочатку вересня.

## Розповсюдження
Мешкає у північній та центральній Вірмені, східній Туреччині, південній Грузії.